# Fatwa d'Oran
La Fatwa d’Oran est une fatwa (avis juridique en jurisprudence islamique) rendu en 1504 pour répondre à la situation des musulmans de la couronne de Castille (Espagne) contraints de se convertir au christianisme en 1500-1502. Elle atténue certaines des exigences de la charia, autorisant les musulmans, lorsque leur survie l'exige, à se conformer en apparence au christianisme et à accomplir des actes généralement interdits par la loi islamique. Elle porte notamment sur les prières et les ablutions rituelles, l'aumône, et la façon dont il est possible, sous la contrainte, de participer au culte chrétien, de blasphémer, ou de consommer de la viande de porc et du vin.
Cette fatwa connaît un grand succès parmi les musulmans et Morisques (musulmans convertis au christianisme, du moins en apparence) d'Espagne au cours du XVIe siècle ; une des copies subsistantes en aljamiado date de 1564. Elle a été décrite comme le « document théologique essentiel » pour comprendre les pratiques des musulmans d'Espagne de la fin de la Reconquista à l'expulsion des Morisques,. L'auteur de la fatwa est Ahmad ibn Abi Jum'ah, un juriste nord-africain de l'école malikite, dit « al-wahrani » (« d'Oran »), d'où le nom de la fatwa. L'influence de la fatwa d'Oran ne s'étend pas en dehors de la péninsule ibérique, qui reste une exception dans la jurisprudence islamique : l'opinion dominante étant que s'il n'est pas possible de pratiquer l'islam dans un pays, il est préférable d'émigrer, voire de choisir le martyre.
Quatre copies subsistent aujourd'hui : une en arabe, conservée à la Bibliothèque apostolique vaticane, et trois en aljamiado (espagnol écrit en caractères arabes), l'une à Aix-en-Provence, l'autre à Madrid, et une troisième dont la localisation est inconnue.

## L'auteur de la fatwa
Les traductions de la fatwa qui ont subsisté jusqu'à la période contemporaine donnent plusieurs variantes du nom de l'auteur, qui dérivent toutes du nom arabe Ahmad ibn Abi Jum'ah al-Maghrawi al-Wahrani, certaines ajoutant le nom 'Ubaydallah, peut-être une formule pieuse signifiant « le petit serviteur de Dieu ». La nisba (partie du nom qui indique l'origine) est al-Wahrani, ce qui fait référence à la ville d'Oran (en arabe : وهران), aujourd'hui située en Algérie, qui faisait à l'époque partie du royaume zianide de Tlemcen. L'auteur est donc fréquemment appelé « mufti d'Oran » et la fatwa appelée « fatwa d'Oran » ; néanmoins, rien n'indique que la fatwa ait été rendu publique à Oran, ni que l'auteur ait résidé à Oran ou y ait joui d'une quelconque autorité.
Le chercheur Devin Stewart voit dans l'auteur un juriste de l'école malékite, dont la date de naissance est inconnue et qui serait mort en 1511 à Fès ; il aurait étudié à Oran et Tlemcen et aurait probablement rendu cette fatwa alors qu'il était professeur de droit islamique à Fès. L'auteur répond à la demande de musulmans qui souhaitent savoir s'il leur est possible de continuer à vivre en Espagne ; le destinataire de la fatwa n'est pas connu. Elle est datée du 1 Rajab de l'an 910 de l'Hégire, ce qui correspond au 8 décembre 1504.